# Jørgen Olsen
Jørgen Ib Olsen (9 de noviembre de 1929-9 de noviembre de 2009) fue un deportista danés que compitió en remo como timonel. Participó en los Juegos Olímpicos de Londres 1948, obteniendo una medalla de bronce en la prueba de cuatro con timonel.

## Palmarés internacional
| Juegos Olímpicos | Juegos Olímpicos      | Juegos Olímpicos  | Juegos Olímpicos   |
| Año              | Lugar                 | Medalla           | Prueba             |
| ---------------- | --------------------- | ----------------- | ------------------ |
| 1948             | Londres (Reino Unido) | Medalla de bronce | Cuatro con timonel |